# Charles Alévêque
Pour les articles homonymes, voir Alévêque.
Charles Claude Alévêque (hangeul : 안례백 ; hanja : 晏禮百 ; RR : Anrye-baek), né le 5 juillet 1865 à Charolles et mort le 2 janvier 1925 dans le 8e arrondissement de Paris, est un professeur français. Il est connu pour avoir réalisé les premières cartes postales en Corée, et pour avoir compilé et rédigé le premier dictionnaire bilingue français-coréen. Lors de l'exposition de Paris de 1900, il est le représentant du gouvernement impérial de Corée sur le pavillon coréen.

## Biographie

### Enfance et études
Son père est Joseph Alévêque et sa mère Jeanne Nugues.

### Carrière professionnelle
Il est représentant de commerce pour une compagnie français d'Extrême-Orient. Il vend des matériaux à l'Empire coréen,.
Lors de l'ouverture de la Corée vers l'extérieur, à la fin de la période Joseon et au début de l'empire, le pays s'ouvre à différentes langues. C'est dans ce contexte que Charles Alévêque entre en Corée en octobre 1897 ou en 1898, et enseigne la langue française aux coréens à Séoul peu avant 1900. Il enseigne dans une école publique de langues étrangères à Jeong-dong.
Il a passé 4 ans en Corée.
Il a été membre fondateur et secrétaire-adjoint de la Société franco-japonaise de Paris.
Il est délégué du bureau des mines de l'Empire coréen.

### Pavillon Coréen à l’exposition de 1900 à Paris
En 1900, il participe à l'exposition universelle à Paris sur le pavillon coréen en tant que représentant du gouvernement de Corée,.

### Petit dictionnaire français-coréen
En 1901, il publie le « Petit Dictionnaire français-coréen » (hangeul : 법한자전 ; hanja : 法韓字典) qui est le premier dictionnaire français-coréen. L'ouvrage cible un public varié : les français en Corée et les coréens apprenant la langue française,.
Le dictionnaire se décompose en 3 parties :
- la préface, qui détaille l'utilisation de la langue française dans la Corée, et à qui se destine l'ouvrage
- la nomenclature
- une annexe, qui comprend des éléments linguistiques et généraux sur la Corée (monnaie, unité de mesure, nombres)[7]

Il y a environ 6000 ou 6400 entrées dans le dictionnaire.
Dans l'entête de son ouvrage, il dédie le livre à Victor Collin de Plancy,,.

### Cartes postales
En 1899, le conseiller-inspecteur français des postes de l'Empire coréen, Étienne Clément, soumet au gouvernement de Corée l'idée d'aider les finances publiques en commercialisant des cartes postales. Le gouvernement de Corée accepte et missionne Charles Alévêque pour ce projet. Alévêque a fait différentes prises de vues en Corée au préalable. Ces photos représentent des scènes quotidiennes et des palais. Ces cartes postales sont considérés comme les premières publiées en Corée.
Ces cartes postales ont aussi été vendues sur le pavillon coréen de l'exposition universelle de 1900.
Il édita 48 cartes postales avec une légende en français et une mention en coréen.

## Ouvrages
- Petit dictionnaire français-coréen, 1901[7]

## Distinctions
- Ordre du Soleil levant[2]